# ホスン・パク
ホスン・パク（英: Ho-Sung Pak, 朝: 박호성、1967年11月8日 - ）は韓国系アメリカ人の俳優兼スタントマンであり、武道家。米国イリノイ州シカゴ出身。

## プロフィール
ミッドウェーの格闘ゲームである『モータルコンバット』では2まで主人公のキャラクターであるリュウ・カンを担当した。
また、「ミュータント・タートルズシリーズ」ではスタントコーディネーターを務め、 ラファエルのスタントを演じた。